# Марково (Бережанская волость)
Ма́рково — деревня в Бережанской волости Островского района Псковской области.
Расположена на левом берегу реки Великая, в 9 км к западу от центра города Остров.
Численность населения деревни по состоянию на 2000 год составляла 7 жителей.